# Schönauer Weiher
Der Schönauer Weiher ist ein Moorsee in der Nähe von Bad Heilbrunn. Er entwässert über den Reindlbach und schließlich die Loisach.
Der See besitzt eine gute Wasserqualität und ist zum Baden geeignet.
Der Schönauer Weiher ist als Naturdenkmal ausgewiesen.